# Relações entre Brasil e México
As relações entre Brasil e México são as relações diplomáticas estabelecidas entre a República Federativa do Brasil e os Estados Unidos Mexicanos. 

## Histórico
Os dois países estabeleceram relações diplomáticas em 1830; no ano seguinte, o Brasil designou seu primeiro diplomata para a Cidade do México. Em 1912, as missões diplomáticas foram elevadas à categoria de embaixada; primeiro no Brasil (31 de janeiro) e logo em seguida no México (10 de março). O fortalecimento das relações nessa época deveu-se ao esforço do presidente mexicano Venustiano Carranza, que procurava melhorar a imagem de seu país no exterior, combatendo a propaganda negativa feita pelos Estados Unidos.

## Comércio
O fluxo comercial entre os dois países subiu de 1,313 milhões de dólares estadunidenses em 1993 para 3,274 milhões de dólares estadunidenses em 2003 e chegou a nove bilhões de dólares estadunidenses em 2014.

## Comparação entre os dois países
|                        | República Federativa do Brasil                                       | Estados Unidos Mexicanos                                             |
| ---------------------- | -------------------------------------------------------------------- | -------------------------------------------------------------------- |
| População              | 212,5 milhões hab. (2024)                                            | 130,6 milhões hab. (2023)                                            |
| Área                   | 8 514 877 km²                                                        | 1 964 375 km²                                                        |
| Densidade populacional | 24,64 hab/km² (2015)                                                 | 64,76 hab/km² (2015)                                                 |
| Capital                | Brasília                                                             | Cidade do México                                                     |
| Maiores cidades        | São Paulo (12,252,023 hab.) (2019)                                   | Cidade do México (8,918,653 hab.) (2015)                             |
| Tipo do Estado         | República constitucional federal presidencialista[carece de fontes?] | República constitucional federal presidencialista[carece de fontes?] |
| Idioma mais falado     | Português                                                            | Espanhol                                                             |

## Relações culturais
Várias novelas mexicanas como Rubi, María la del Barrio, La Usurpadora, Rebelde entre outras, além de Chaves e Chapolin Colorado, mantém grande popularidade no Brasil, sendo exibidas pelo SBT. Isso motiva a vinda de grandes atores mexicanos como Thalía, Lucero, Maite Perroni, Dulce Maria, Anahí, Christopher von Uckermann, Christian Chávez,  Alfonso Herrera, entre toutros.[carece de fontes?]

## Missões diplomáticas
- Brasil tem uma embaixada na Cidade do México.[13]
- México tem uma embaixada em Brasília[14] e consulados-gerais em Rio de Janeiro[15] e em São Paulo.[16]

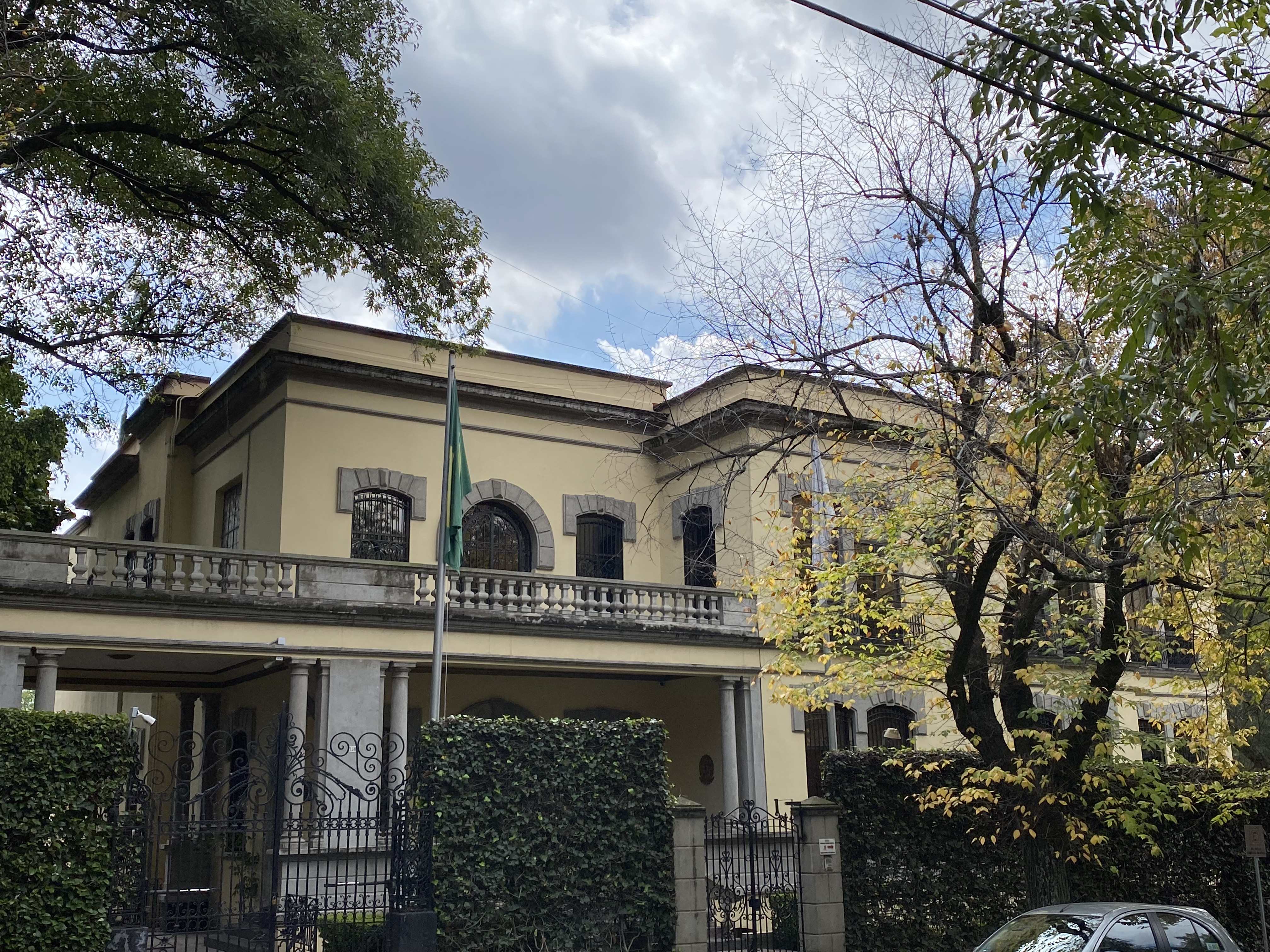
Embaixada do Brasil na Cidade do México
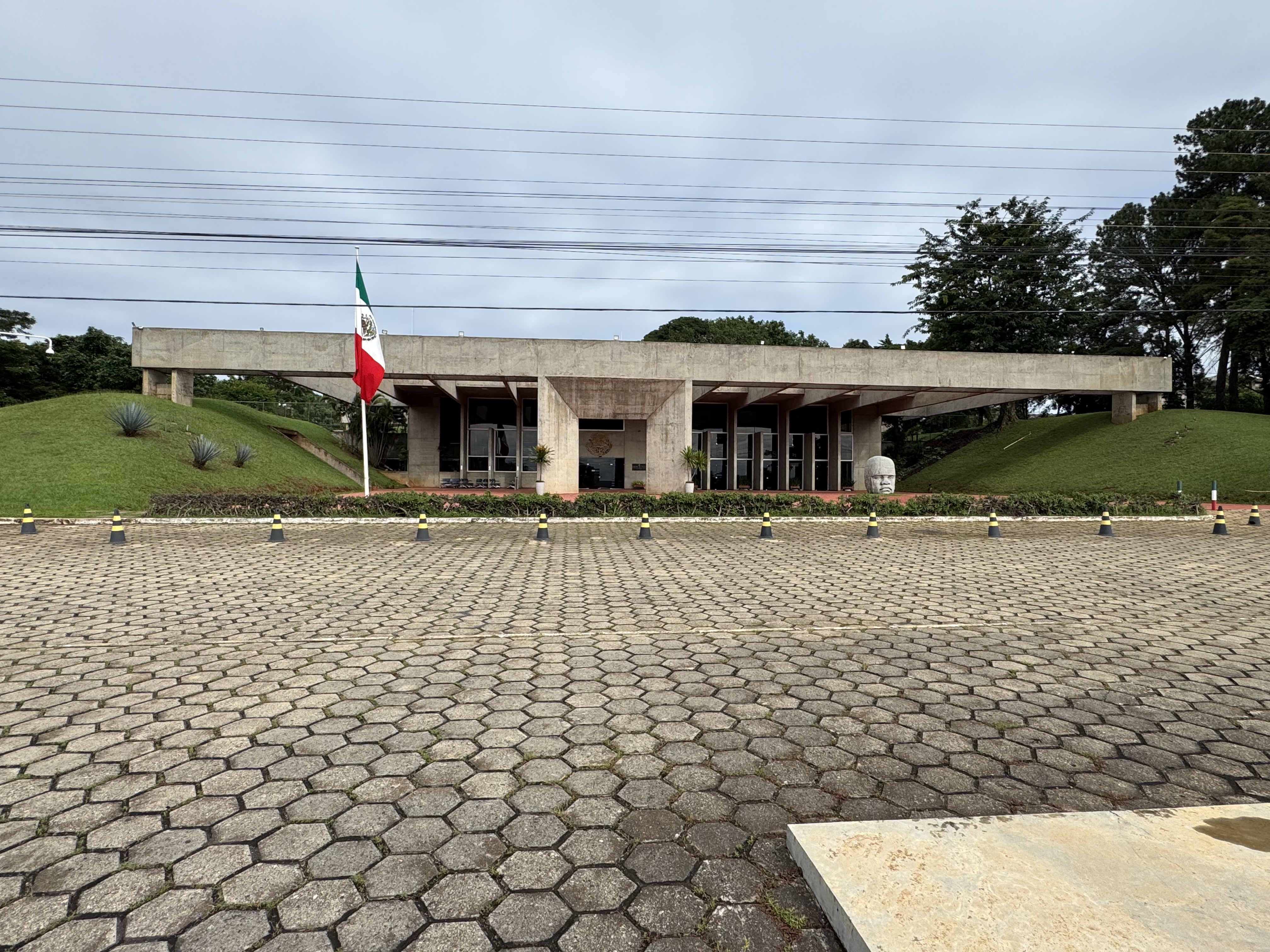
Embaixada do México em Brasília
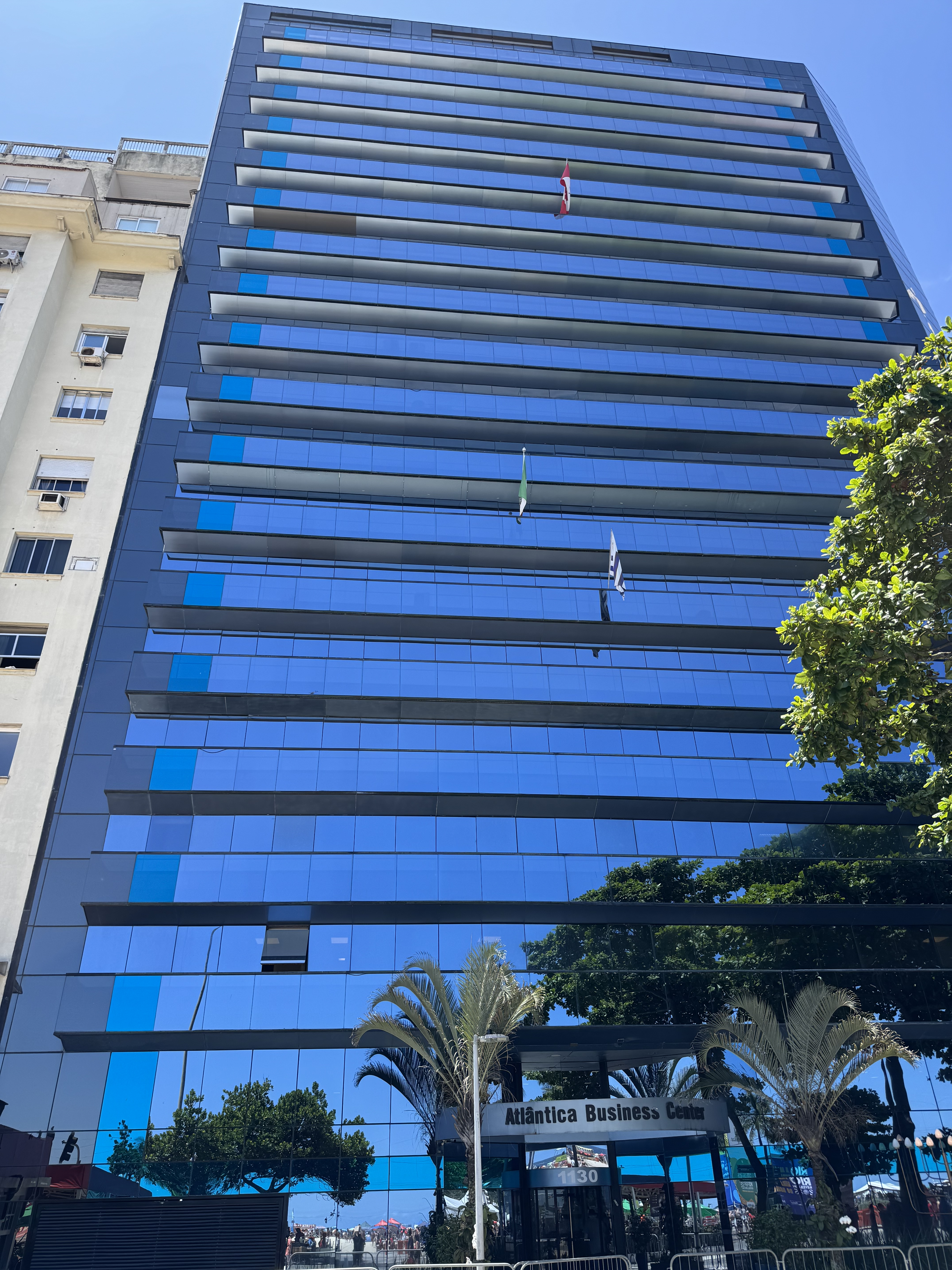
Consulado-Geral do México no Rio de Janeiro
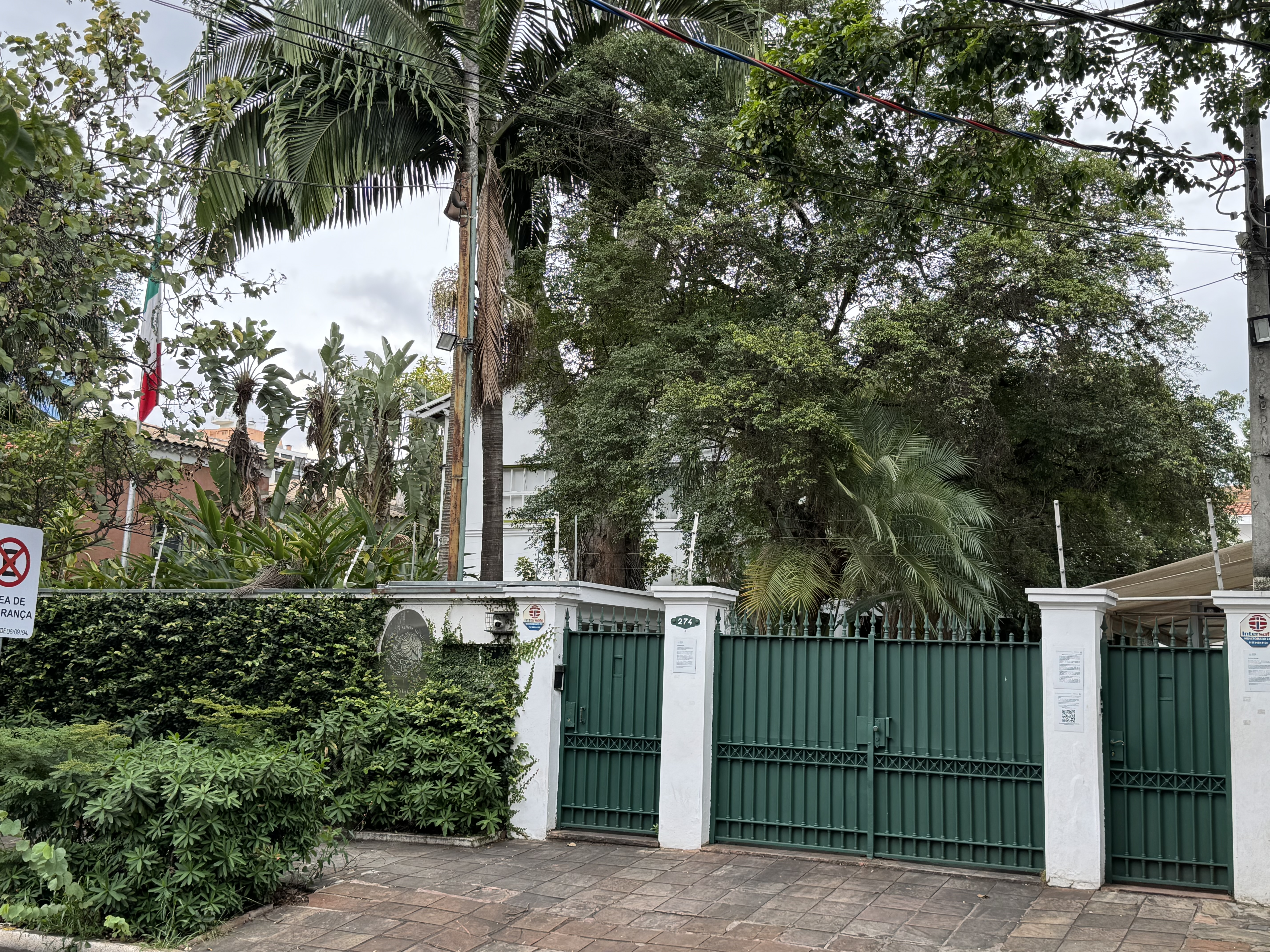
Consulado-Geral do México em São Paulo